# Aspach-Michelbach
Aspach-Michelbach é uma comuna francesa na região administrativa do Grande Leste, no departamento do Alto Reno. Estende-se por uma área de 12.03 km², e possui 1.777 habitantes, segundo o censo de 2018, com uma densidade de 150 hab/km².
Foi criada, em 1 de janeiro de 2016, a partir da fusão das antigas comunas de Aspach-le-Haut e Michelbach.